# Wohnhaus Dorfstraße 30 (Ketzür)
Das Wohnhaus in der Adresse Ketzürer Dorfstraße 30 in der Gemeinde Beetzseeheide, im Ortsteil Ketzür ist ein unter Denkmalschutz stehendes Bauernhaus.

## Bauwerk
Das eingeschossige Bauernhaus soll aus der zweiten Hälfte des 19. Jahrhunderts stammen. Das Gebäude steht traufständig zur Dorfstraße. Auffällig ist die mit reichen Schnitzarbeiten versehene, hölzerne, laubenartige Überdachung des Eingangs. Dieser ist zweiseitig über sechsstufige Freitreppen zu erreichen. Der Eingang befindet sich oberhalb eines grau gestrichenen Sockels. Das Portal ist beidseits mit Stuckarbeiten in Form von Blendsäulen verziert. Die Tür ist zweiflügelig.
Der Putz der straßenseitigen Fassade oberhalb des Sockels ist in einem Gelbton gestrichen. Die Fenster sind verziert verdacht. Die Überdachungen werden ebenfalls von Blendsäulen getragen, die auf den Fensterbänken ruhen. Unterhalb der Fensterbänke finden sich kleine Konsolen. Oberhalb der beidseits des Eingangs drei Fenster befindet sich ein schmales, schlichtes Gesims, jeweils zwei weitere kleine, lukenartigen Fensteröffnungen und ein Traufgesims. In den giebelseitigen Wänden gibt es ebenfalls Rechteckfenster, die jedoch schmucklos sind. Das Dach ist ein Satteldach und mit Biberschwänzen eingedeckt.